# Clausola (diritto)
Una clausola, in diritto, indica generalmente una o più condizioni di un contratto.

## Caratteristiche
È un elemento che appare nelle fonti più antiche e storicamente il suo significato viene attribuito, in quelle romane, all'individuazione di una parte o di un capitolo della legge o dell'editto: quindi, l'espressione clausula edictalis significa un capo dell'editto del pretore urbano o peregrino o degli editti provinciali, di cui sarebbe testimonianza un passo di Marcello: caput edicti quod a Iuliano introductum est id est … nova clausula.

## Clausola come "parte di unactus"
Tale definizione – di cui si sottolinea l'aspetto precettivo - sarebbe stata successivamente trasposta dal campo del diritto pubblico a quello del diritto privato, ove venne usata per indicare una delle particolari pattuizioni che possono aggiungersi ai vari contratti.

Questa traslitterazione del termine sembra trovare ulteriore conferma nella letteratura romanistica, allorché si fa notare che il termine pactum non indicava unicamente un accordo obbligatorio diverso dalla stipulatio, ma altresì qualche singola clausola contrattuale, sinonimo della quale poteva anche essere lex, posto che leges contractus sono i patti, di cui consta o che si aggiungono al contratto.

Da questo profilo sembrerebbe quindi emergere una forte analogia tra una prescrizione della lex e la lex stessa, intesa come componente strutturale dell'atto negoziale, dato che il legem dicere può riferirsi (anche) alla tematica del contratto, essendo anzi, caratteristico dei giuristi romani di quest'epoca (I secolo a.C.) riferirsi alle clausole contrattuali come leges contractus in modo più frequente di quanto non accada ai giuristi di epoche successive.
Nell'ordinamento italiano, l'interpretazione della volontà delle parti collettive espresse nella clausola contrattuale è esclusivamente rimessa al giudice di merito, ed è incensurabile in sede di legittimità dalla Corte Suprema, se sorretta da adeguata motivazione e rispettosa dei canoni legali di ermeneutica contrattuale.

## Clausole epacta adiecta
Se una prima nozione di clausola si configura, in questi termini, come parte dell'atto, occorre peraltro precisare che gli autori indicano come non sempre fosse possibile l'integrazione della disciplina del contratto con patti aggiunti.

Se infatti vengono citati casi in cui tale facoltà era concessa, come secondo qualcuno per la mancipatio, viceversa per i contratti formali non era ipotizzabile alcuna modifica, sicché eventuali clausole avrebbero potuto assumere la sola forma dei pacta adiecta: come ad es. nel mutuo, «giacché l'atto si concreta in una datio, la quale, come atto materiale, non consente aggiunta di alcun patto; o si dà o non si dà». E ciò nonostante, talune clausole potevano perfino apparire indispensabili, come per la fissazione del termine per la restituzione di quanto mutuato.

Di qui la necessità di distinguere tra due ipotesi di clausola:
- quella che indica una componente qualsiasi dell'atto di volontà, in base ad una semplice valutazione formale del suo contenuto linguistico;
- quella di tipo sostanziale, che si riferisce ad un contenuto precettivo volto a fissare una particolare disciplina dell'atto stesso. Fattispecie, quest'ultima, che sembra aver trovato le resistenze cui si è appena accennato, sia pure non riferite alla costruzione della clausola come tale ma al suo rapporto con la figura della stipulatio nelle sue forme originali o con gli actus legitimi.

## Le clausole aggiunte nel diritto classico
Tuttavia è frequente l'indicazione che il contrasto tra l'immodificabilità della struttura dei contratti formali e la necessità di rispondere alle esigenze della pratica venne risolto anzitutto, fin dal periodo repubblicano, dalla giurisprudenza che, pur mantenendo le sanzioni di nullità o inefficacia di talune limitazioni che le parti avessero voluto apporre ad atti solenni «sul terreno del ius civile, dato il nesso organico che lo lega alla struttura degli istituti e lo fa scaturire dalla logica del formalismo», nondimeno «ammette – attraverso una specie di conversione della clausola restrittiva - che la limitazione apposta ad una stipulatio o ad un legato, per quanto inefficace per diritto civile, sia operativa per diritto pretorio».

E successivamente, dalla stessa evoluzione del sistema giuridico, posto che al compimento del suo sviluppo – di cui la forma scritta della stipulatio nella compilazione giustinianea in sostituzione di quella orale è indice di rilievo - «la stipulatio ne appare pertanto fusa col pactum nel senso che tutte le convenzioni ormai sono per se stesse efficaci ed hanno pari valore; contractus, stipulationes o pacta sono atti che hanno un medesimo fondamento, la conventio, e che sono divenuti tutti produttivi di effetti giuridici e muniti di azione».

Occorre peraltro rilevare che le resistenze contro la modifica dei contratti tipici mediante l'introduzione di clausole volte a prevedere obblighi diversi ed ulteriori sembrano aver mantenuto forza anche nel periodo repubblicano, almeno in relazione al passo di Ulpiano in cui si discute della validità di una <pattuizione accessoria> ad un contratto di vendita, cui Servio riconosce azione contrattuale sia pure con la massima cautela: «ciò mostra, senz'altro, una giurisprudenza ancora molto cauta nell'ammettere clausole accessorie in relazione al rapporto con la funzione economico-sociale tipica del contratto».

## La clausola nella tradizione codicistica postunitaria
Sulla scorta di questi sommari rilievi, sembra ora possibile individuare una sorta di continuità con la nozione di clausola tracciata secoli dopo dalla letteratura postunitaria, che ne aveva infatti adottato una formula restrittiva, intendendola cioè come pattuizione integrativa della disciplina legale di un atto, che pareva così escludere dal concetto qualsiasi manifestazione di volontà che si fosse ad esempio limitata a determinare il contenuto concreto del rapporto, dando sostanza alla previsione astratta dei singoli modelli disciplinati dal codice.

Che per clausola non potesse intendersi una qualunque indicazione introdotta dalle parti, emerge dal fatto che qualificava come tale solo «quelle manifestazioni della volontà, accessorie ad un atto, a mezzo delle quali le parti o aggiungono a un atto un accidente (inteso come elemento accidentale) o dichiarano di non volere che dell'atto faccia parte uno degli accidenti che per legge ne farebbero parte, o modificano gli accidenti che per legge nell'atto sussistono» oppure «una particolare stipulazione, contenuta in un negozio giuridico, che serve a completare la manifestazione di volontà, di chi lo compie, e che può anche contenere modalità ad esso inerenti».

In tal modo si veniva quindi quasi a ricalcare la figura dei pacta adiecta volti ad integrare la disciplina legale del singolo contratto, appunto perché per clausola doveva intendersi «una aggiunta apposta dalle parti ad un atto, in seguito alla quale l'atto produce effetti giuridici diversi da quelli che in via ordinaria sarebbero dallo stesso prodotti».

## Clausola in senso formale e sostanziale
Abbandonata successivamente l'idea che la clausola si identifichi nelle sole manifestazioni di volontà che integrino o modifichino la disciplina legale del tipo, la letteratura più recente, sia pure con qualche dissenso, ritiene oggi possibile tracciarne almeno due distinte ipotesi di significato che, con una prima sommaria definizione, possono distinguersi in:
- nozione formale, con ciò intendendo qualsiasi proposizione che forma il tessuto del contratto;
- nozione precettiva o sostanziale, che identifica le clausole in un elemento prescrittivo irriducibile del contratto, inteso nel senso di «ogni determinazione volitiva inscindibile contenuta nel contratto, non frazionabile cioè in ulteriori determinazioni volitive a sé stanti».